# Verkündigungsgruppe (Berlin)
Die Verkündigungsgruppe in der Skulpturensammlung der Staatlichen Museen zu Berlin (Inv.-Nr. 8160) ist eine Lindenholzskulptur aus dem ersten Viertel des 16. Jahrhunderts, die die Verkündigung an Maria darstellt. Sie stammt aus der Sammlung James Simon und kam 1918 als Geschenk in die Sammlung des Museums. Herkunft und Zuweisung an einen Bildhauer sind nicht zweifelsfrei geklärt.

## Beschreibung
Die überwiegend vollplastische Figurengruppe, die auf der Rückseite abgeflacht und etwas eingetieft ist, hat eine dreieckige Grundrissform. Die Höhe beträgt 23 cm, die Breite 29 cm und die größte Tiefe 12,5 cm. Dargestellt ist die Verkündigung der Geburt Jesu durch den Erzengel Gabriel an Maria.
Die beiden knienden Figuren sind über Eck angeordnet, ihre Gesichter größtenteils dem Betrachter zugewandt. Der Engel kniet links, in das am Boden reich gefaltete Gewand eines Diakons – erkennbar an der gefransten Dalmatik – gekleidet, der bauschige Faltenwurf und die wehenden Haare lassen ihn wie in der Bewegung des Hinknieens erscheinen. Maria kniet rechts hinter einem Pult mit einem aufgeschlagenen Buch, vor dem eine Vase mit Blumen steht – Pult und Buch bilden die vordere Spitze des Dreiecks. Sie hat die Hände über die Brust gelegt, die Linke greift ihren Mantel, der glatt von den Schultern fällt und ebenfalls am Boden Falten wirft. Das mittig gescheitelte, lockige Haar fällt offen über den Rücken, eine Strähne liegt vorne auf dem Mantel.
Die Skulptur weist einige Schäden auf. Die Bemalung wurde durch Ablaugen entfernt. Erkennbar ist noch, dass die Albe des Engels rot war, Marias Mantel blau, beider Haare golden; die Blumen hatten grüne Stängel und weiße Blüten. Die linke Hand des Engels, die in einer Geste erhoben war, und das Szepter in seiner rechten Hand sind abgebrochen, die Haare beider Figuren, das Pult, das Buch und die Nasenspitze der weiblichen Figur sind bestoßen. Außerdem finden sich zahlreiche Wurmlöcher.

## Provenienz
Über die Herkunft der Skulptur sind einzig die Angaben des Vorbesitzers bekannt, die der erste Bearbeiter, der Kunsthistoriker Theodor Demmler, wiedergibt: Danach soll die Figurengruppe aus dem 1803 säkularisierten Heilbronner Klaraklosters stammen, wo sie Teil eines freudenreichen Rosenkranzes gewesen sein soll: "Bei der Aufhebung des Klosters im Jahre 1803 waren noch alle 7 Gruppen des freudenreichen Rosenkranzes erhalten. Die Äbtissin verschenkte sie an Bauern der Umgegend. Diese einzige, die sich noch vorfand, als das Interesse der Händler und Sammler sich solchen Arbeiten zuwandte, hatte der Besitzer, ein Ödheimer Bauer, zum Schutz des Viehs in seinem Stall angebracht. Ihre Reste von Bemalung soll sie leider erst im Kunsthandel verloren haben. Die merkwürdige Anordnung der Figuren – übereck – ist wohl bedingt durch den Zusammenhang des ursprünglichen Aufbaues."
Willi Zimmermann bezweifelt aufgrund der kunstfertigen und nahezu vollplastischen Ausführung entgegen den sonst üblichen runden Flachreliefen, dass die Figur Teil eines Rosenkranzes aus dem Heilbronner Klarakloster war.
Über die Sammlung des Berliner Mäzens James Simon (1851–1932) gelangte die Figurengruppe 1918 in den Besitz der Staatlichen Museen zu Berlin. Nach 1945 befand sie sich in den Beständen der Skulpturengalerie in Berlin-Dahlem, heute in der wiedervereinigten Skulpturensammlung im Berliner Bode-Museum.

## Zuschreibung
Der Schöpfer der Figurengruppe ist unbekannt, und es gibt abweichende Zuschreibungen. Die Figur wurde von Clemens Sommer dem Freiburger Bildhauer Hans Wydyz zugeschrieben, dem folgten Theodor Demmler und Sibylle Groß. Rudolf Schnellbach wies sie einer Gruppe oberrheinischer Skulpturen in Wimpfen zu, hielt die Verbindung zu Wydyz jedoch für möglich.
Hans Koepf zählt die Gruppe zu den Werken aus der Nachfolge oder der Werkstatt von Hans Seyfer. Auch Ingeborg Schroth wies die Figur dem Umkreis Hans Seyfers zu.
Helmut Schmolz schwankt zwischen Seyfer und Wydyz.

## Kunsthistorische Einordnung
Für Theodor Demmler ist diese Figurengruppe ein Beispiel für eine süddeutsche Renaissance-Arbeit, in der noch die vorangegangenen Stilelemente ihre Bedeutung behalten haben: „Aber daneben behält der in der Spätgotik wurzelnde Trieb, die Gewandung zum Träger des Ausdrucks, zum Gerüst der Komposition zu machen, in ganz Süddeutschland noch seine Kraft.“ Darüber hinaus hält er ihren – noch unbekannten – Schöpfer für einen Bildschnitzer von herausragender Bedeutung: „(…) die schweren, vollen Körperformen, der rauschende Schwung des Gewandes, die weiche, saftige Behandlung der Falten, die energische Zusammenfassung der Flächen – alles verrät einen Meister, der an dem Zeitstil selbst mit geformt hat.“

## Moderne Kopie
Eine Nachbildung von Robert Grässle, die dieser nach einem Gipsabguss des Originals 1929 schuf, befindet sich heute im Haus der Stadtgeschichte in Heilbronn.